# Arena refractaria
La arena refractaria se consigue mediante el triturado o molido de diferentes minerales como el cuarzo con dichas propiedades.
La principal arena refractaria que se utiliza para fabricar moldes de fundición es la arena de cuarzo cuya composición química es dióxido de silicio que posee un punto de fusión de 1713 °C, superior a la del acero cuya temperatura de fusión es de 1535 °C.

## Refractarios básicos
Varios refractarios se basan en el MgO (magnesia o periclasa).
Arena de mineral (periclasa) que es óxido de magnesio puro (MgO) tiene un punto de fusión alto, buena refractariedad, buena resistencia al ataque por los entornos que a menudo se encuentran en los procesos de fabricación de acero. Pertenece al grupo de materiales refractarios básicos, son más costosos que los refractarios ácidos.

## Refractarios ácidos
Incluyen las arcilla de sílice, de alúmina y refractarios de arcilla. El sílice puro a veces se utiliza para contener metal derretido. Los refractarios de arcilla por lo general son relativamente débiles, pero poco costosos. Contenidos de alúmina por arriba de aproximadamente 50% constituyen los refractarios de alta alúmina.

## Refractarios neutros
Están formados normalmente formados por dos minerales:
La cromita que es un mineral del grupo IV (óxidos) según la clasificación de Strunz. Debe su nombre al elemento cromo. Su fórmula es FeCr2O4. A veces contiene magnesio, aluminio o titanio (entre otros). Algunos ejemplares son débilmente magnéticos. Se emplea en moldes para la fabricación de ladrillos y en general para fabricar materiales refractarios (como los ladrillos para hornos de fundición). Una buena parte de la cromita se emplea para obtener cromo o en aleaciones. También se utiliza en la fabricación de vidrio verde.
La magnesita es un mineral de fórmula química MgCO3. Pertenece a la clase carbonatos, cristaliza en sistema trigonal, y posee una dureza de 4-4,5 en la escala de Mohs. Presenta exfoliación perfecta, brillo vítreo y raya blanca su índice de refracción uniaxial (-) nω=1.508 - 1.510 nε=1.700
La extracción de magnesita sigue teniendo el máximo interés para la fabricación de productos muy resistentes al fuego, como son las baldosas o placas para hornos y en particular ladrillos para revestir los hornos usados en la producción de acero, elementos todos ellos sometidos a temperaturas muy elevadas.
Ambos pueden ser utilizados para separar refractarios ácidos de los básicos, impidiendo que uno ataque al otro.
Refractarios especiales: el carbono, el grafito, es utilizado en muchas aplicaciones refractarias, particularmente cuando operan en atmósfera no oxidante. Estos materiales refractarios incluyen la  badeleyita (ZrO2), el zircón (ZrO2.SiO2) y una diversidad de nitruros] carburos y boruros.
- Arena de badeleyita (ZrO2). Es un óxido de circonio impuro, se emplea para fabricar crisoles de laboratorio (que soportan cambios bruscos de temperatura), recubrimiento de hornos y como material refractario en industrias cerámicas y de vidrio.
Los puntos de fusión de estos compuestos son aproximadamente los siguientes:

| Mineral    | Compuesto       | Tº fusión [°C] | Observaciones                                                          |
| ---------- | --------------- | -------------- | ---------------------------------------------------------------------- |
| Periclasa  | MgO             | 2800           | Abundante, barato y se presenta en altas concentraciones.              |
| badeleyita | ZrO2            | 2700           | Son escasos, pero en algunos depósitos se ubican en alta concentración |
|            | MgO∙CaO         | 2450           | Abundante, barato y se presenta en altas concentraciones.              |
|            | Cr2O3           | 2450           | No es muy estable, pero es abundante y puede utilizarse mezclado con   |
| Alúmina    | Al2O3           | 2050           | Abundante, barato y se presenta en altas concentraciones.              |
| zircón     | ZrO2∙SiO2       | 1775           | Son escasos, pero en algunos depósitos se ubican en alta concentración |
| Cuarzo     | SiO2            | 1725           | Abundante, barato y se presenta en altas concentraciones.              |
| Olivino    | ( Mg,Fe2+)2SiO4 |                |                                                                        |
| Magnesita  | MgCO3           | 350 °C         |                                                                        |

- Datos: Q5703443